# Mostra de Venise 2012
La Mostra de Venise 2012 — ou la 69e édition de la Mostra de Venise ou encore la 69e édition du Festival international du film de Venise (en italien : 69ª edizione della Mostra internazionale d'arte cinematografica) — est un festival de cinéma international qui s'est tenu à Venise en Italie du 29 août au 8 septembre 2012.

## Déroulement et faits marquants
C'est désormais Alberto Barbera qui est à la tête du festival de Venise (la Mostra).
Le réalisateur Francesco Rosi recevra un Lion d'or pour l'ensemble de sa carrière.
C'est le 13 juillet 2012 que les membres du jury ont été révélés. L'actrice et mannequin Laetitia Casta en fait notamment partie.
La sélection des films est dévoilée le 26 juillet 2012.
C'est le 30 juillet 2012 que le film The Master est annoncé en compétition.
La maîtresse de cérémonie de cette 69e édition est l'actrice polonaise Kasia Smutniak.

## Jury

### Jury international
| Nom | Nom                              | Qualité                                             | Nationalité   |
| --- | -------------------------------- | --------------------------------------------------- | ------------- |
|     | Michael Mann (président du jury) | réalisateur, scénariste et producteur de télévision | États-Unis    |
|     | Laetitia Casta                   | actrice, mannequin                                  | France        |
|     | Matteo Garrone                   | réalisateur                                         | Italie        |
|     | Pablo Trapero                    | producteur, réalisateur et scénariste               | Argentine     |
|     | Ursula Meier                     | réalisatrice                                        | France Suisse |
|     | Samantha Morton                  | actrice, réalisatrice                               | Royaume-Uni   |
|     | Ari Folman                       | scénariste, réalisateur                             | Israël        |
|     | Peter Chan                       | producteur et réalisateur                           | Hong Kong     |
|     | Marina Abramović                 | artiste                                             | Serbie        |

### Jury du Prix Horizons
- Pierfrancesco Favino (président du jury)
- Sandra den Hamer
- Runa Islam
- Jason Kliot
- Nadine Labaki
- Milcho Manchevski
- Amir Naderi

### Jury du Prix Luigi De Laurentis
- Shekhar Kapur (président du jury)
- Michel Demopoulos
- Isabella Ferrari
- Matt Reeves
- Bob Sinclar

## Sélection officielle

### En compétition
| Titre                    | Titre original             | Réalisation                      | Pays                          | Distribution                                                                              |
| ------------------------ | -------------------------- | -------------------------------- | ----------------------------- | ----------------------------------------------------------------------------------------- |
| À la merveille           | To the Wonder              | Terrence Malick                  | États-Unis                    | Ben Affleck, Olga Kurylenko, Rachel McAdams, Javier Bardem                                |
| L'Adultère               | Измена                     | Kirill Serebrennikov             | Russie                        | Franziska Petri, Dejan Lilic                                                              |
| Après Mai                |                            | Olivier Assayas                  | France - Belgique             | Lola Créton, Clément Métayer                                                              |
| At Any Price             |                            | Ramin Bahrani                    | États-Unis                    | Dennis Quaid, Zac Efron, Heather Graham, Kim Dickens, Maika Monroe, Clancy Brown          |
| La Belle Endormie        | Bella addormentata         | Marco Bellocchio                 | Italie - France               | Isabelle Huppert, Alba Rohrwacher                                                         |
| La Cinquième Saison      |                            | Peter Brosens, Jessica Woodworth | Belgique - Pays-Bas - France  | Aurélia Poirier, Sam Louwyck                                                              |
| Le Cœur a ses raisons    | למלא את החלל               | Rama Burshtein                   | Israël                        | Hadas Yaron, Yiftach Klein                                                                |
| Une journée à Rome       | Un giorno speciale         | Cristina Comencini               | Italie                        | Filippo Scicchitano, Giulia Valentini                                                     |
| Les Lignes de Wellington | As linhas de Torres Vedras | Valeria Sarmiento                | Portugal - France             | John Malkovich, Catherine Deneuve, Isabelle Huppert, Mathieu Amalric                      |
| The Master               |                            | Paul Thomas Anderson             | États-Unis                    | Joaquin Phoenix, Philip Seymour Hoffman, Amy Adams, Laura Dern, Jesse Plemons, Rami Malek |
| Mon père va me tuer      | È stato il figlio          | Daniele Ciprì                    | Italie                        | Toni Servillo, Giselda Volodi                                                             |
| Outrage: Beyond          | アウトレイジ ビヨンド      | Takeshi Kitano                   | Japon                         | Takeshi Kitano, Ryo Kase                                                                  |
| Paradis : Foi            | Paradies : Glaube          | Ulrich Seidl                     | Autriche - France - Allemagne | Maria Hofstätter, Nabil Saleh                                                             |
| Passion                  |                            | Brian De Palma                   | France - Allemagne            | Rachel McAdams, Noomi Rapace, Paul Anderson                                               |
| Pieta                    | 피에타                     | Kim Ki-duk                       | Corée du Sud                  | Lee Jung-Jin, Jo Min-Su                                                                   |
| Spring Breakers          |                            | Harmony Korine                   | États-Unis                    | James Franco, Selena Gomez, Vanessa Hudgens, Ashley Benson, Rachel Korine, Gucci Mane     |
| Superstar                |                            | Xavier Giannoli                  | France                        | Kad Merad, Cécile de France                                                               |
| Thy Womb                 | Sinapupunan                | Brillante Mendoza                | Philippines                   | Nora Aunor, Mercedes Cabral                                                               |

### Hors compétition
| Titre                     | Titre original       | Réalisation        | Pays       | Distribution                                        |
| ------------------------- | -------------------- | ------------------ | ---------- | --------------------------------------------------- |
| Sous surveillance         | The Company You Keep | Robert Redford     | États-Unis | Robert Redford, Shia LaBeouf, Julie Christie        |
| L'Homme qui rit           |                      | Jean-Pierre Améris | France     | Marc-André Grondin, Gérard Depardieu                |
| Love Is All You Need      |                      | Susanne Bier       | Danemark   | Pierce Brosnan, Trine Dyrholm                       |
| Cherchez Hortense         |                      | Pascal Bonitzer    | France     | Jean-Pierre Bacri, Isabelle Carré                   |
| Sur un fil...             |                      | Simon Brook        | France     | Peter Brook, Yoshi Oida                             |
| Enzo Avitabile Music Life |                      | Jonathan Demme     | États-Unis | Enzo Avitabile                                      |
| Tai Chi                   |                      | Stephen Fung       | Chine      | Yuan Xiaochao, Eddie Peng                           |
| Lullaby to my Father      |                      | Amos Gitaï         | Israël     | Yaël Abecassis, Jeanne Moreau                       |
| Shokuzai                  |                      | Kiyoshi Kurosawa   | Japon      | Kyoko Koizumi, Yu Aoi                               |
| Bad 25                    |                      | Spike Lee          | États-Unis | Michael Jackson                                     |
| L'Intégriste malgré lui   |                      | Mira Nair          | États-Unis | Riz Ahmed, Kiefer Sutherland, Kate Hudson           |
| Gebo et l'Ombre           | O Gebo e a sombra    | Manoel de Oliveira | Portugal   | Michael Lonsdale, Claudia Cardinale                 |
| Bait                      | Bait 3D              | Kimble Rendall     | Australie  | Julian McMahon, Xavier Samuel                       |
| Disconnect                |                      | Henry Alex Rubin   | États-Unis | Alexander Skarsgård, Michael Nyqvist, Jason Bateman |
| The Iceman                |                      | Ariel Vromen       | États-Unis | Michael Shannon, Winona Ryder, Chris Evans          |

## Palmarès

### In concorso
- Lion d'or : Pieta (피에타) de Kim Ki-duk
- Lion d'argent - Grand prix du jury : Paradis : Foi (Paradies : Glaube) de Ulrich Seidl
- Lion d'argent du meilleur réalisateur : Paul Thomas Anderson pour The Master
- Coupe Volpi de la meilleure interprétation féminine : Hadas Yaron pour Le Cœur a ses raisons
- Coupe Volpi de la meilleure interprétation masculine : (ex æquo) Philip Seymour Hoffman et Joaquin Phoenix pour The Master
- Prix Osella pour la meilleure contribution technique : Daniele Ciprì pour Mon père va me tuer (È stato il figlio)
- Prix Osella pour le meilleur scénario : Olivier Assayas pour Après Mai
- Prix Marcello-Mastroianni du meilleur espoir : Fabrizio Falco pour Mon père va me tuer (È stato il figlio) et pour La Belle Endormie (Bella addormentata)

### Sélections parallèles
- Prix Horizons :
  - Sélection officielle : Les Trois Sœurs du Yunnan (三姊妹, San Zimei) de Wang Bing
  - Prix spécial du jury : Tango libre de Frédéric Fonteyne
  - Prix Horizons YouTube du meilleur court métrage : Cho-de de Yoo Min-young
- Prix Luigi De Laurentiis pour la meilleure première œuvre : Mold de Ali Aydin
- Prix FIPRESCI : The Master de Paul Thomas Anderson
- Queer Lion : The Weight de Jeon Kyu-hwan
- European Short Film 2012 nommé aux Prix du cinéma européen : Titloi Telous de Yorgos Zois

### Prix spéciaux
- Lion d'or pour l'ensemble de la carrière : Francesco Rosi
- Prix Jaeger-LeCoultre Glory to the Filmmaker : Spike Lee
- Prix l'Oréal Paris pour le cinéma : Giulia Bevilacqua
- Prix Robert-Bresson (décerné par l'Église catholique) : Ken Loach[7]